# Carlos Santa
Carlos Santa (República Dominicana, 7 de enero de 1978) es un atleta dominicano especializado en la prueba de 400 m y [4x400 m], en la que consiguió ser medallista de bronce mundial en pista cubierta en 2008.
Dos veces campeón iberoamericano de los 400 m planos 2002-2004.
Campeón centroamericano 2002

## Carrera deportiva
En el Campeonato Mundial de Atletismo en Pista Cubierta de 2008 ganó la medalla de bronce en los relevos de 4x400 metros, llegando a meta en un tiempo de 3:07.77 segundos que fue récord nacional, tras Estados Unidos y Jamaica (plata).